# ARC (mikroprocesszor)
Az Argonaut RISC Core (ARC) egy 32 és 64 bites RISC mikroprocesszor-család, amelyet eredetileg az ARC International tervezett, amely 2010-re felvásárlások során beolvadt a Synopsys vállalatba.
Az ARC processzorokat leginkább egylapkás rendszerekben (SoC) alkalmazzák, amelyekhez nagy mértékben konfigurálhatók és számos kiegészítővel bővíthetők. Széles körben használják egylapkás rendszerek, beleértve memória- és tárolóeszközök, digitális otthoni, mobil, autóipari, és a dolgok internete (IoT) területeken történő alkalmazásokban. A processzorváltozatokat már több mint 200 szervezet licencelte és évente több mint 1,5 milliárd termékben szállítják őket.
Az ARC processzorok a 16-/32 bites ARCompact tömörített utasításkészletet (ISA) használják, ami jó teljesítményt és nagy kódsűrűséget biztosít a beágyazott és gazda (hoszt) SoC alkalmazásokhoz. A licencelők számára SIP magként (félvezető szellemi tulajdon alapú processzormag) áll rendelkezésre, amelyhez a szállító széleskörű, részletekbe menő konfigurációs lehetőségeket nyújtó tervezőkészletet biztosít.
A processzormag a betöltő-tároló (load/store) koncepciót követi, utasításai változó 16- és 32 bites kódhosszúságúak, a feltételes elágazásokat összehasonlítás és elágazás típusú utasításokkal valósítja meg. Adatábrázolásában kettős bájtsorrendű (bi-endian), tehát mind a csökkenő, mint a növekvő bájtsorrend alkalmazható. Regisztereinek száma 16 vagy 32, de ezt a felhasználó akár 60-ra is növelheti a megfelelő konfigurációval. A felhasználó saját utasításokat és modulokat definiálhat, koprocesszorokat adhat hozzá a végleges tervhez, ezt a Synopsys „ARC Processor EXtension” (APEX) technológiának hívja.

## Történet
Az ARC koncepciót eredetileg az Argonaut Games (1982–1999) brit videojátékgyártó cégen belül fejlesztették ki, egy sor 3D-s futószalag-fejlesztési projekten keresztül, kezdve a Super Nintendo Entertainment System játékaihoz alkalmazható Super FX 3D-s videógyorsító csipjével. A Super FX chip olyan erős volt a grafika és a játékmenet végrehajtásában, hogy a cégnél a SNES-t viccesen a csip tápegységeként ill. tárolójaként emlegették.
1995-ben az Argonaut kettéosztódott az Argonaut Technologies Limited (ATL), ami különböző technológiai projektekkel foglalkozott, és az Argonaut Software Limited (ASL) cégekre.
1996 elején John Edelson, az Argonaut ügyvezető igazgatója, csökkenteni kezdte az ATL projektjeit, mint például a BRender és motion capture (digitális mozgásrögzítés) projekteket és nagyobb erőforrásokat fektetett be az ARC-koncepció fejlesztésébe. 1996 szeptemberében Rick Clucas (a cég játéktervezője) felvetette, hogy az ARC processzor értékesebb, ha mások is használják, nem csak az Argonaut a saját projektjeiben. A koncepcióváltás után a cég vezérigazgatója Bob Terwilliger lett, ezután Rick Clucas átvette a technológiai igazgató szerepét.
1997-ben az Apax Partners (brit magántőke-befektetési társaság) beruházását követően az ATL az ARC International névre váltott és teljesen függetlenné vált az Argonaut Games-től. A cég a tőzsdére lépett, és felvásárolt három kapcsolódó technológiai vállalatot: a MetaWare céget (a kaliforniai Santa Cruzban, modellező szoftverek), a VAutomation céget (Nashua (New Hampshire), perifériás félvezető IP), és a Precise Software (Nepean, Ontario) céget, ami valós idejű operációs rendszereket (RTOS) fejlesztett.
2009-ben az ARC Internationalt felvásárolta a Virage Logic. 2010-ben a Virage-t felvásárolta a Synopsys, és az ARC processzorok a Synopsys DesignWare sorozatának részévé váltak.
2020 áprilisában a Synopsys kiadta az ARCv3 ISA-t, 64 bites támogatással.
2023 novemberében a Synopsys kibocsátotta a RISC-V kompatibilis ARC-V processzor IP-t, az ARC termékcsalád bővítéseként.

## Tervezés és konfiguráció
Az ARC processzorok a tervezés során szoftveresen konfigurálhatók. A tervezők a cég szabadalmaztatott konfigurációs technológiájával szabhatják testre az egyes ARC processzorpéldányokat, mindegyiket maximálisan az adott feladatra optimalizálva, a specifikus teljesítmény-, fogyasztási és méret-/területbeli követelmények kielégítésével.
Az ARC processzorok konfigurációja a tervezési időben történik, az ARChitect processzor-konfigurátor program segítségével. A magot eleve kiterjeszthetőnek tervezték, lehetővé téve a tervezők számára saját egyedi utasítások hozzáadását, amelyek jelentősen növelhetik a teljesítményt vagy redukálhatják a energiafogyasztást.
Ellentétben a legtöbb beágyazott mikroprocesszorral, a kialakításhoz extra utasítások, regiszterek és funkciók adhatók hozzá modulárisan. A tervezés folyamatában az ügyfelek elemzik a feladatot, lebontják a műveleteket, majd kiválasztják a megfelelő bővítményeket, vagy kifejlesztik a sajátjukat, létrehozva ezzel saját egyedi mikroprocesszorukat. A processzort optimalizálhatják sebesség, energiahatékonyság vagy kódsűrűség szempontjából. A kiterjesztések tartalmazhatnak például memóriakezelő egységet (MMU), gyors szorzó-akkumulátort, univerzális soros busz (USB) hosztot, Viterbi dekódert vagy a felhasználó saját RTL-funkcióit.
A processzorok szintetizálhatók, bármely gyártónál vagy folyamattal megvalósíthatók, és a fejlesztőeszközök teljes készlete támogatja őket.

## Fordítás
Ez a szócikk részben vagy egészben  az   ARC (processor) című angol Wikipédia-szócikk ezen változatának fordításán alapul.  Az eredeti cikk szerkesztőit annak laptörténete sorolja fel. Ez a jelzés csupán a megfogalmazás eredetét és a szerzői jogokat jelzi, nem szolgál a cikkben szereplő információk forrásmegjelöléseként.